# 克里托
克里托（法語：Critot，法語發音：[kʁito]）是法国滨海塞纳省的一个市镇，属于迪耶普区。

## 地理
克里托（49°36'42"N, 1°15'3"E）面积7.05 平方千米，位于法国诺曼底大区滨海塞纳省，该省份为法国北部沿海省份，其西部及北部濒大西洋英吉利海峡，东起顺时针与索姆省、瓦兹省、厄尔省和卡爾瓦多斯省接壤。
与克里托接壤的市镇（或旧市镇、城区）包括：卡伊、科泰夫拉尔、罗克蒙、伊克伯夫。

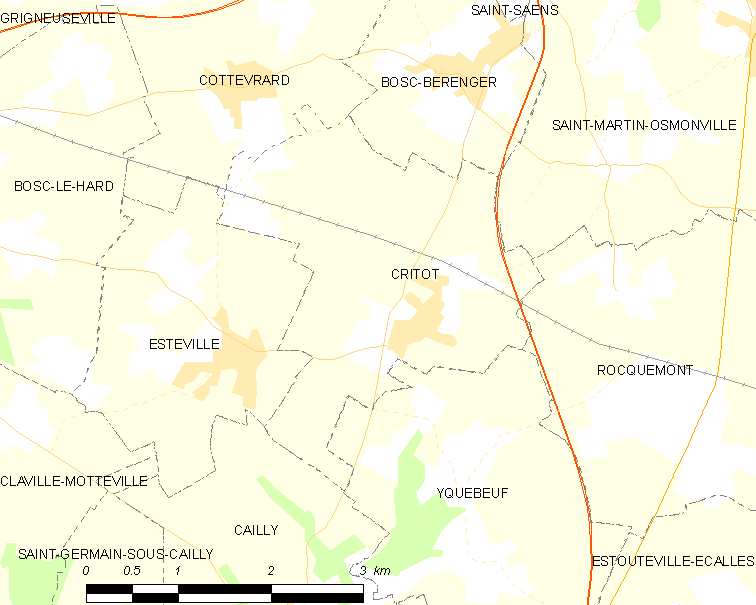
克里托的OSM定位图

克里托的时区为UTC+01:00、UTC+02:00（夏令时）。

## 行政
克里托的邮政编码为76680，INSEE市镇编码为76200。

## 政治
克里托所属的省级选区为布赖地区讷沙泰勒县。

## 人口

1962-2008年间克里托人口变化图示

克里托于2022年1月1日时的人口数量为528人。